# Sheep Farm
Sheep Farm – wieś w Botswanie w dystrykcie Southern. Według spisu ludności z 2011 roku wieś liczyła 314 mieszkańców.